# Королево
Королево (угор. Királyháza — дім короля) — селище на річці Тиса у Берегівському районі Закарпатської області на заході України, центр Королівської селищної громади.

## Назва
Назва Королево (угор. Királyháza — дім короля) походить від мисливського королівського будинку, куди на полювання приїжджав угорський король Стефан V Арпад.
У різні часи село називалося: Фелсас, Кірайгазо, Кралово-над-Тісов, Королево. 1995 року в назві селища Королеве замінили одну букву.

## Географія
Королево лежить на висоті 146 метрів над рівнем моря. Королево з усіх боків оточують гори: Чорна гора на північному заході (висота її 568 м) гора Саргедь — на сході (393 м) південніше — гора Камінь (347 м) Криживський верх, а на півдні видніється гора Фрасин — 821 м, східніше бачимо гору Кобола — 615 м, прямо на схід — гора Іросла 598 м. За умов хорошої сонячної погоди далеко на півночі видно гору Тупий. Її висота 878 м. На північному сході видніється гора Товста, на вершині якої встановлено телевежу. На північ, зразу за рікою Тиса, простягаються невисокі гори Копанський Верх.

## Герб
Село під час австрійського панування мало свій герб: У срібному щиті золота риба вліво, що супроводжується зверху срібним голубом, що летить вліво, з чорними дзьобом і очима, справа - червоною церквою на зеленій землі, з золотими покрівлями і хрестом, а зліва - червоною вежею із золотим дахом на зеленій скелі.

## Археологічні розкопки

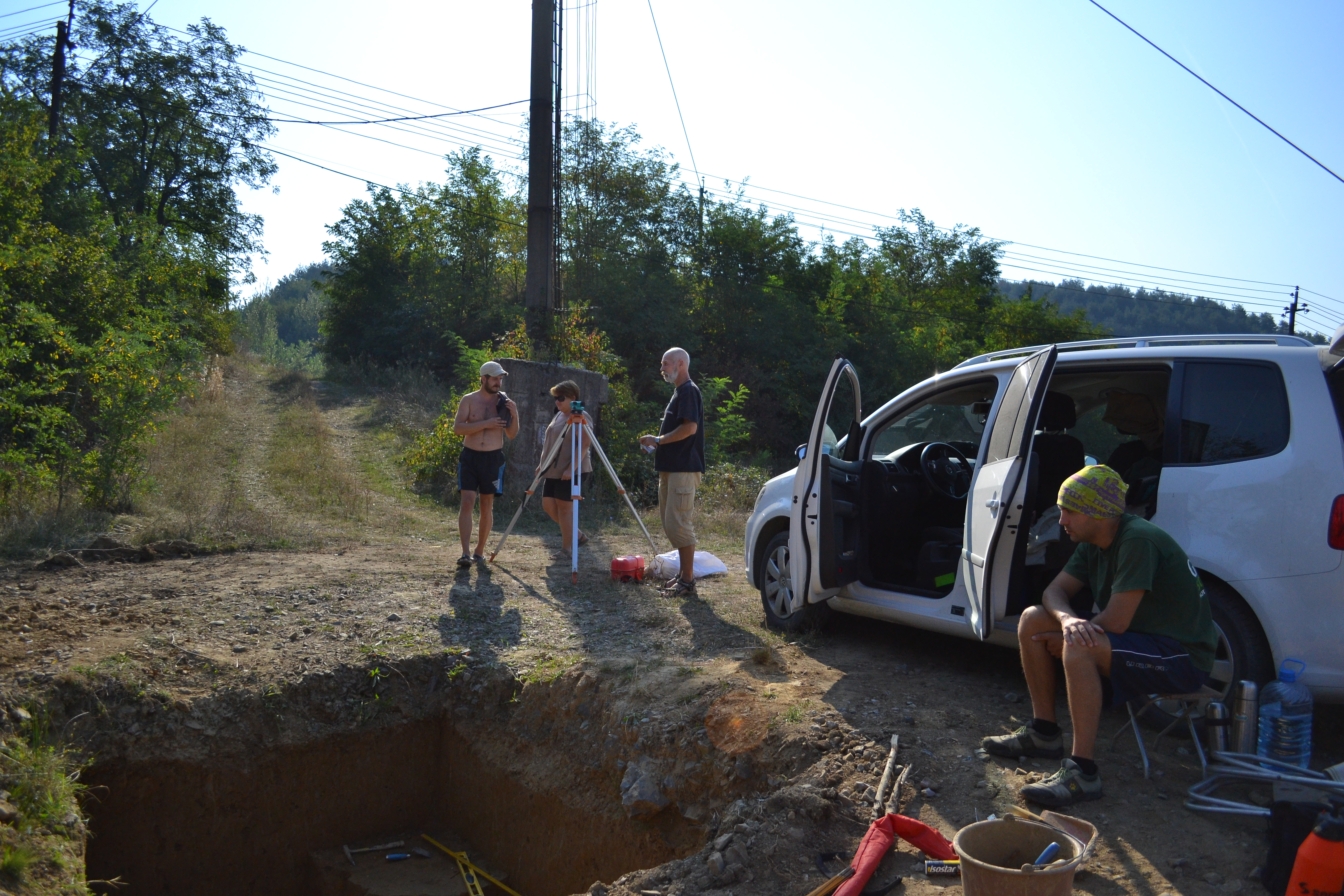
Археологічні розкопки у Королево в 2016 році

У Королеві розташована найдавніша людська стоянка в Центральній та Східній Європі — Королівська стоянка, яка на сьогоднішній день зруйнована місцевим щебеневим заводом.
У селищі були знайдені найдавніші кам'яні знаряддя праці у Європі віком 1,4 млн років.
В урочищі Круті Лани, що на південній околиці села, відкрито поселення раннього залізного віку (VII—VI століть до нашої ери). З околиць села походять розрізнені знахідки бронзових предметів.

## Історія
Перша писемна згадка про Королево датується 1262 роком, коли папа Урбан IV у одному зі своїх листів пише про поселення QUARELIAZA (хоча є інші версії, за якими про Королево згадують на два роки раніше, тобто в 1262 році), а про Королівський замок Ньолаб — у 1279 році. В одній із грамот, датованій 1272 роком, Карой Роберт дозволив угорській знаті полювання на ведмедів, кабанів, оленів у навколишніх лісах, однак простому люду це було заборонено. Про існування замку у цій грамоті не згадується. Як свідчать угорські літописці, замок Ньолаб зводив (Кун) Ласло IV. Споруда мала неправильну форму, була двоярусною, схожою на пшеничний сніп (звідси замок і отримав свою назву). Спочатку замок був власністю Боршо Бенедека, а потім, у 1312 році, Карой Роберт видав указ, згідно з яким бастіон отримав нового хазяїна. В IX—X ст. на місці замку існувало поселення слов'ян, а наприкінці XII ст. на городищі був побудований дерев'яний королівський мисливський будинок, від котрого Королево і отримало свою назву.

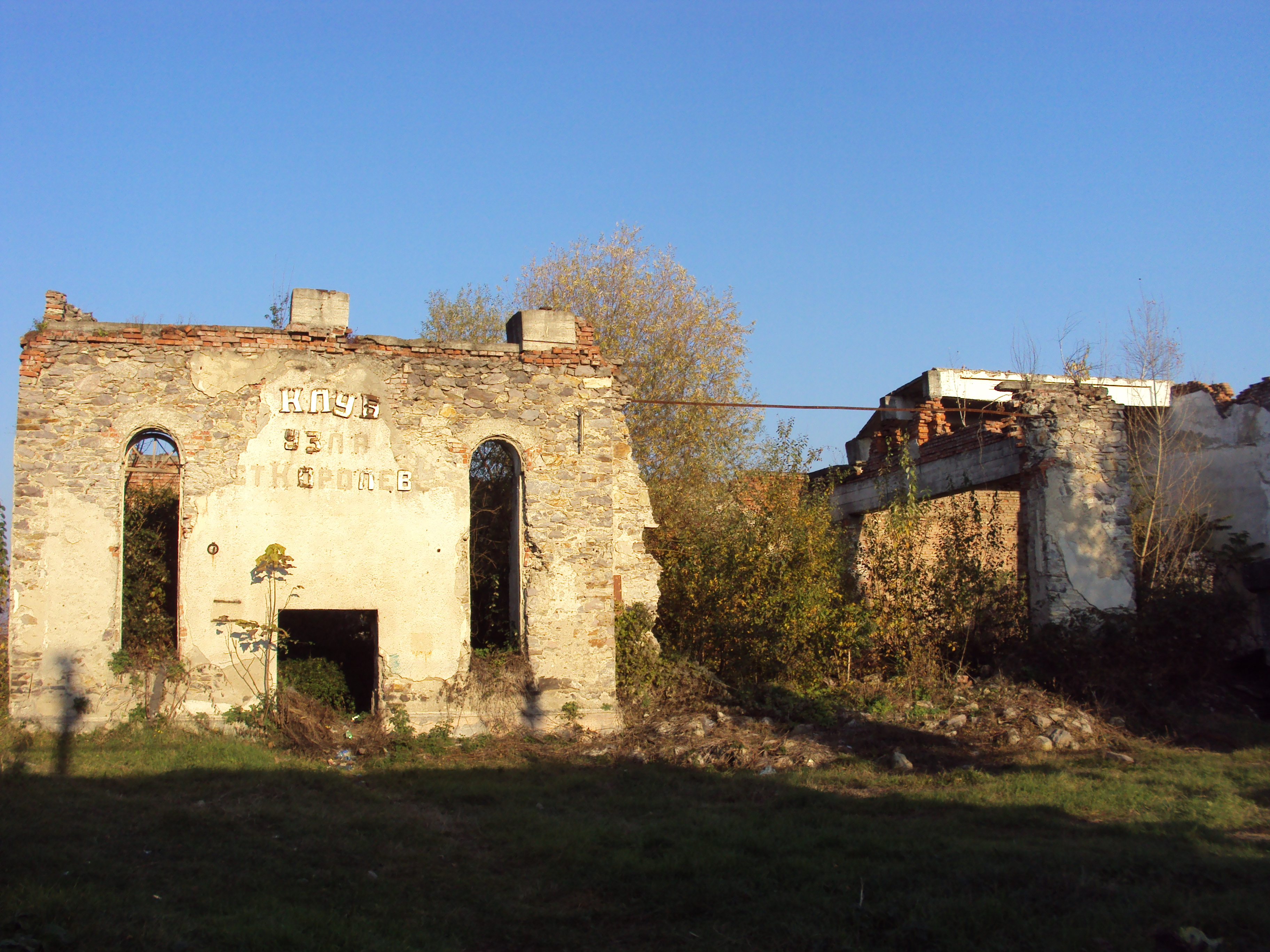
Руїни залізничного клубу (колишня Нова Синагога).

У XIV ст. будують кам'яний замок, який отримав назву Замок Нялаб. Розташований на двох високих терасах скелястого пагорба, що височіє над р. Тиса, у пн.-зах. частині селища. В 1672 р. замок був зруйнований після придушення змови магнатів.
До наших днів збереглися лише деякі фрагменти стін замку.
У XIX столітті Королево — містечко Затисянського повіту (округу) Уґочанського комітату. 16 червня 1872 було відкрито ділянку Сату-Маре-Буштино Угорської Північно-східної залізниці, що пройшла через Королево. 24 жовтня 1872 відкрили ділянку залізниці з Королево до Чопа. Міська громада користувалася гербом із складною символікою: на срібному тлі — церква, над якою летить голуб (парафіяльна церква Святого Духа), гора, на якій стоїть вежа (руїни замку Нялаб) і риба (річка Тиса).
16 березня 1939 р. жменька студентів Севлюської вчительської семінарії та коло 100 місцевих селян з мисливськими рушницями під артилерійським вогнем весь день стримували наступ угорської армії, тільки авіаційна атака зламала оборону.
30 травня 1947 року Королево отримало статус селища міського типу.

### Королівське Євангеліє
Сім загадок найстарішої книги Закарпаття — Королівського Євангелія, написаного в Королеві:
1. Час написання. Це Євангеліє 1401 р. є однією з найдавніших закарпатських книг, що дійшли до нас. Принаймні, з точно датованих. Поява її саме в цю добу, на зламі XIV—XV ст. не є якимось випадковим історичним курйозом, воно глибоко закономірне. Це якраз кілька десятиліть, коли наш край і загалом карпато-дунайський регіон вже оговталися від трьох катастроф, що спіткали його за століття з сер. ХІІІ до сер. XIV в. (Батиєва навала, феодальна війна 1300—1321 р. після вимирання династії Арпадовичів і Чорна Смерть сер. XIV ст.), але ще не зазнали агресії з боку османів.
Оці кілька десятиліть (навіть півстоліття) інтермецо виявилися дуже плідними для культурного розвитку, від них збереглося не одне це Євангеліє, а ще кілька давніх пам'яток (ужгородський на півустав, грамота 1404 р. та ін.), не кажучи про кілька готичних церков на тій же Виноградівщині і Берегівщині, фрески Горянської ротонди тощо. Такий спалах на Закарпатті культурного феномену який можна характеризувати чи то як пізню готику, чи то як проторенесанс, поки тяжко пояснити, виходячи з традиційних уявлень про нашу нібито безпросвітну історію.
2. Місце. Взагалі-то зі зламу XIV—XV ст. до нас дійшли лічені примірники українських книжок. Вони з трьох головних центрів книгописання, за кожним з яких — кілька вікова історія. Це Київ, Волинь і Галичина. З першого походить Київське Євангеліє 1393 р. і ще знаменитіший Київський Псалтир 1397 р., Служебники митрополита Кіпріана 1390-х р. і 1400 р. З Волині — Ліствиця 1387 р., Луцьке Євангеліє XIV ст. З Галичини маємо Євангеліє 1411 р. Як не дивно, практично нічого не збереглося з княжої Чернігівщини, хоча книжна традиція там була дуже потужна. А от із Закарпаття — збереглося. Причому звідки саме?!
Руську книгу переписано у замку Нялаб, під яким розкинулося село Королево. Первісна назва — Кіральгаза, тобто королівське оселя. Згідно переказів, це була одна з найвіддаленіших від столиці резиденцій угорських королів. То ж логічно було чекати, що і гарнізон замку і соціальна еліта у селі — це угорці. Аж виявляється, що ні — руські люди, причому досить багаті, щоб виконати такий дорогий книжковий проєкт, а ще й достатньо чисельні, як це випливає із дарчого запису наприкінці книги. Знову ж таки — вплив руського елементу в краї у ті темні часи (в смислі — маловивчені) звикли радше недооцінювати, ніж перебільшувати.
3. Тип книги. Це Тетр- або Чотириєвангеліє, у якому послідовно подано одне за одним Євангелія від Матфія, Луки, Марка й Іоана. Зараз такий тип Євангелія для нас цілком звичний. Але у домонгольську добу він був давньоруській книжності практично невідомим. Тоді побутували Євангелія-апракос, які давали уперемішку окремі уривки з усіх чотирьох канонічних Євангелій у тій послідовності, як їх тиждень за тижнем читають на церковній службі упродовж року. Тип же Чотириєвангелія остаточно утверджується на наших землях лише у XV ст.
Правда, найдавнішим таким типом книжки у нас було ще Галицьке Євангеліє. Проте далі аж до 1300 р. знову не збереглося ані жодного подібного Євангелія. Та й галицьке духовенство XIII—XIV ст. вважало його непридатним для богослужебного використання, тому доповнило ще 33 аркушами текстів, які є в апракосі.
І раптом на Закарпатті 1401 р. з'являється не очікуваний апракос, а тетр! Це ще одна загадка, над якою варто поміркувати.
4. Автор. Першовідкривач книги архімандрит В.Пронін опублікував два записи, які містяться наприкінці книги, обидва виконані почерком самого переписувача Євангелія. Останній називає себе Станіславом-граматиком. В. Пронін підозрював, що це міг бути якийсь немісцевий фахівець, наприклад, з Кракова. Але зміст обох записів засвідчує протилежне. Та й ім'я Станіслав, а також скорочена форма від нього Станко дуже поширені на Закарпатті (Станко навіть стало прізвищем), у тому числі у середні віки, що підтверджують два ґрунтовні довідники проф. П.Чучки. Ким саме був цей чоловік, де він отримав свій високий титул (граматик — це на наші дні як доктор філології), поки лишається загадкою.
5. Другий балканський вплив. Якраз у XIV—XV ст. давньоруська книжність переживає дуже сильний вплив традицій з Болгарії і Сербії. Це так званий другий балканський вплив (перший був у X—XI ст.), зумовлений завоюванням тих земель турками-османами, після чого багато сербських і болгарських інтелектуалів переселялося на румунські, українські, московські землі. Вихідцями з Балкан були київські митрополити Кіпріан і Григорій Цамблак.
Позначене балканським впливом і Королівське Євангеліє. Зокрема, це вживання Ь після твердих приголосних, вживання юсів тощо. Навряд чи це зворотний вплив із Києва. Швидше, Закарпаття було однією з транзитних територій, через яку відбувався рух балканських переселенців через карпатські перевали і далі — на Київ або Волинь. Тому цікаво було би співставити текст і орнаментику Королівського Євангелія з тогочасними сербськими і болгарськими аналогами.
6. Побутування. Книга якось несподівано виринула на світ Божий тільки 1951 р. Рік для відкриттів церковних старожитностей аж ніяк не сприятливий — тоді, навпаки, масово закривалися по цілій області храми і монастирі, але саме тоді В.Пронін став складати каталог бібліотеки Мукачівського монастиря і розбирати неописані раніше книги. Він вважав, що Євангеліє Станіслава-граматика досить рано потрапило до монастиря.
Якщо це й справді так, то, принаймні у XVIII—XIX ст. її там вже не могло бути. Адже книга написана за життя Федора Коріятовича, який вважається засновником Мукачівського монастиря. Якби вона знаходилась у монастирі у XVIII—XIX ст., то неодмінно потрапила би у поле зору численних дослідників, була би якось вписана у бурхливі дискусії про цього князя. Нічого цього не сталося. У ту добу книга явно знаходилася деінде, а потрапляє на Чернечу гору (знову або уперше), найімовірніше під час воєнного лихоліття Першої або Другої світової. Хоча знаків питання тут більше, ніж окликів.
7. Байдужість. Найдавніша закарпатська книга практично невідома не те що загалові, а й навіть фахівцям. Ну, у радянські часи — ще зрозуміло. Тоді Євангелія були персонами нон ґрата для місцевої історіографії чи філології. Із храмами на пейзажах класиків нашого живопису ідеологія ще сяк-так мирилася, але вузівські викладачі мусили дбати про власне реноме й обирати тільки політично правильні і витримані теми для досліджень. Але нічого не змінилось і за останні двадцять літ, коли все церковне стало не те що доречним, а й взагалі — модним. Відповідно книга не згадується навіть у фундаментальній п'ятитомній «Історії української культури» (Т. 2 — 2001 р.), не кажучи вже про популярніші видання.
Через це проведення 30 листопада цього року наукової конференції, присвяченої 610-річчю пам'ятки (попри не надто круглу дату) конче необхідне. Саме цей захід може зрушити справу з мертвої дочки, показати, що Закарпаття навіть у ті загалом глухі часи не було якимось ведмежим закутком, а знаходилось на вістрі культурного розвитку. Багато хто уперше побачив цю книгу тільки на листівці-запрошенні до ювілейної конференції, де досить якісно відтворено чотири різні аркуші Євангелія. Проте варто іти далі. Із прийняттям виборчого закону хай не де-юре, але де-факто стартувала парламентська кампанія. У неї буде вкладено шалені гроші, багато з яких піде на вітер.

### Церква Вознесіння Господнього. 1865
У 1751 р. в Королеві стояла дерев'яна церква, вкрита соломою, у посередньому стані, з одним дзвоном, прикрашена малими образами, збудована в 1723 р. Священиком був Іоанн Слюсар, посвячений у Польщі митрополитом Шептицьким.
У 1775 р. йшлося про те, що парохія походить з 1723 p., а стара дерев'яна церква вимагає ремонту.
У 1797 р. державна комісія вирішила, що в Королеві слід збудувати кам'яну церкву, а існуючу перенести в Веряцю, але не відомо, чи це було зроблено. У 1847 р. знову йдеться про дерев'яну церкву.
Теперішня церква є мурованою базилічною спорудою. На бароковому завершенні вежі викладено рік перекриття бляхою — 1910, а над входом — дата останнього ремонту в 1986 р. Електрику до церкви провели в 1937 р.

### Церква св. пророка Іллі. 1946—1991
Церкву св. пророка Іллі заклали ще 1823 p., але вести будівництво селу з 28 хат було дуже важко. У 1947 р. спорудили з вальків православну церкву, але посвятити не встигли. Радянський режим передав православній громаді греко-католицьку церкву, а православну зняли з реєстрації 21 листопада 1960 р. і до 1983 р. перетворили на амбулаторний пункт і бібліотеку.
У 1989 р. вірники силоміць заволоділи приміщенням колишньої церкви. Нині церкву відбудовано.

### Городище
Неподалік від села Мала Копаня знаходиться знамените Городище, де археологи, очолювані професором історії В'ячеславом Григоровичем Котигорошком, розкопали багато історичних знахідок. На північному заході від Королева можна побачити знамениті «хустські ворота» — унікальний природний феномен. Їх ширина близько 3 кілометрів. Саме звідси починається рівнина, яка через 80-100 км переходить у Велику Угорську низовину. Завдяки цим «воротам» холодні північно-східні вітри не сягають Королева, і температура тут на кілька градусів вища, ніж, наприклад, у тому ж Хусті. Тут, на вершині гори, яка і є частиною «Хустських воріт», знайдено залишки поселення неандертальців — рубаючі знаряддя, скребла, ножі, наконечники списів з андезиту та кременю. Всі ці знахідки (а їх понад 60 000) є важливим інструментом у дослідженні особливостей розвитку первісного виробництва, вивченні способи життя первісних людей, їх взаємодію з довкіллям тощо. Це поселення є пам'яткою світового значення і згадується у підручниках з історії нашого[якого?] краю та Європи як найважливіше та найдревніше на території Старого Світу.[джерело?]
Вченим вдалося дослідити 15 культурних шарів, останньому з яких 25 тисяч років. Ця ранньопалеолітична стоянка досліджувалась чехословацькими вченими, однак найуспішнішими та найпродуктивнішими все-таки були розкопки професора Гладиліна В. М., який протягом десяти років очолював групу археологів Академії Наук УРСР, що працювала тут щоліта. Професор Гладилін вважав, що сотні тисяч років тому схили гори, на якій знаходиться первісна стоянка людей, був берегом річки Тиса. Однак з часом вода вирила собі русло, поглибивши його на 100—120 метрів. А на вершині гори можна і сьогодні знайти річкову гальку, тобто ця вершина колись справді була берегом. Значну допомогу в проведенні розкопок вченим надавав директор щебеневого заводу Карпенко В. О. Працювали тут і наші[які?] колишні учні, зокрема Вікторія Токач, Мирослава Багорик, Любов Перинець та багато інших.

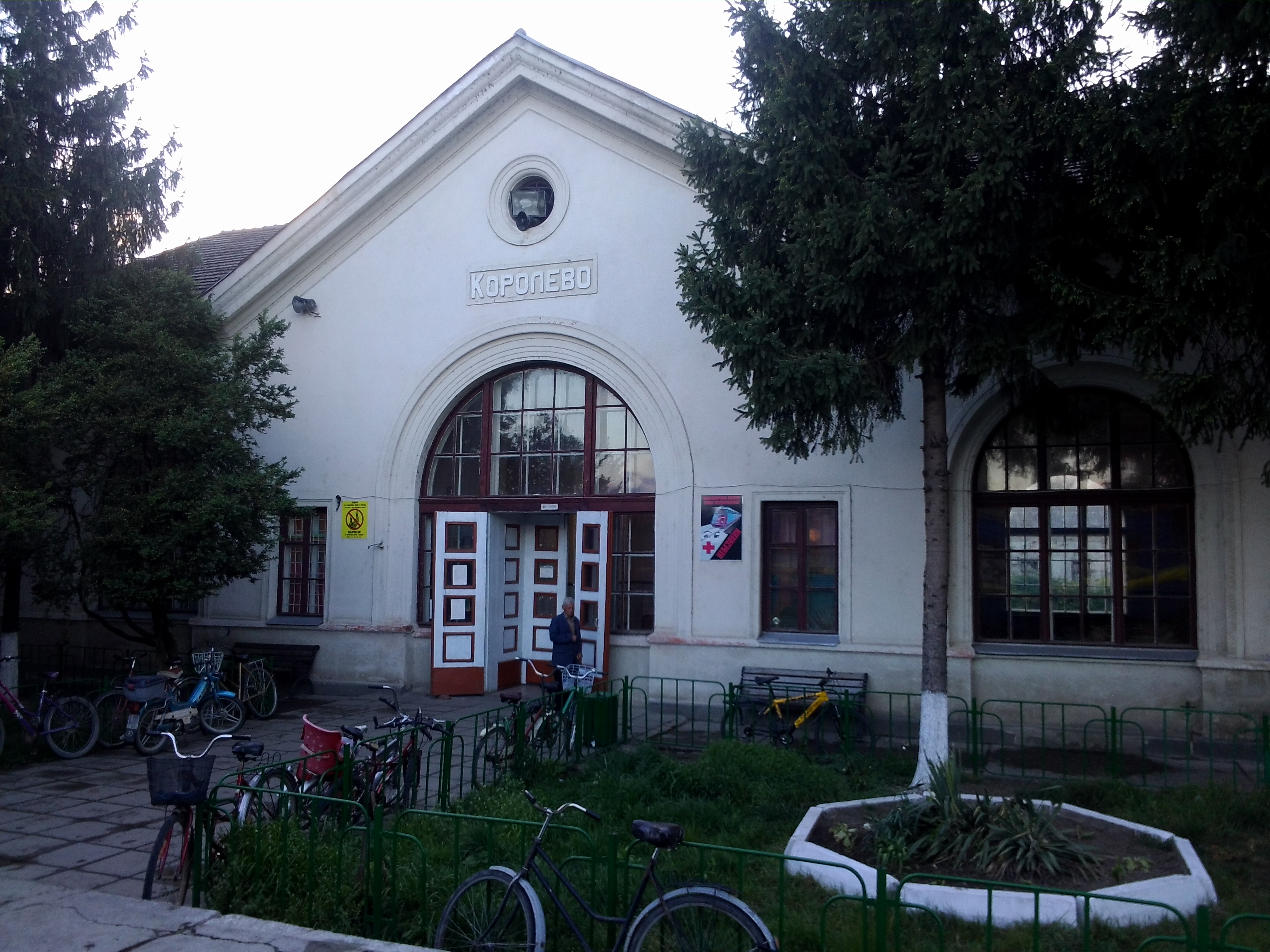
Залізнична станція

Хто ж вони, племена, які заселяли територію нашого краю більш ніж 2000 років тому назад? Як пише у своїй знаменитій «Географії» римський громадянин, давньогрецький математик, астроном, географ Клавдій Птолемей, це були карпи (звідси гори Карпати). На початку V століття н. е., у період великого переселення народів почався масовий рух гунів з Азії (похід Аттіли), який в 409 році, тобто 1600 років тому, подолавши Венецький перевал, почали витісняти слов'янські племена. Корінні жителі на той час займались землеробством, скотарством, полюванням. Трупи загиблих спалювали. Тобто їх обрядовість майже ідентичне обрядовості інших слов'янських племен того часу. Чехословацькі історики вважають, що в 450 р. до н. е. територію як словаків, так і Закарпаття заселили кельти, а їх потім витіснили германські племена, що воювали з римським імператором Марком Аврелієм та Коммодієм.
Племена східних слов'ян прийшли сюди лише наприкінці V — на початку VI століття. Закарпаття мало тісні зв'язки та спільне історичне минуле з Моравією (830—908 р.р.).
В кінці IX та на початку X століття (Нестор — літописець пише про 898 рік, окремі вчені, у тому числі професор історії І. М. Гранчак називає 872 рік, чеські історики — 896 рік) мало місце масове вторгнення угрів (угорців) на територію центральної Європи. Угри осідали у Придунайській низовині, у тому числі і у Закарпатті. У IX столітті відбулася ще одна важлива історична подія, що торкнулась Королева. Сюди проникає християнство. Язичницькі культові традиції поступаються греко-слов'янському християнському обрядові. Королево, тогочасні його жителі мали багато спільного з іншим населенням Великоморавської держави, зокрема лужицькими сербами, Моравією. (Так, наприклад, південна вежа Королівського замку називалась «Не бойса», що відповідає українському «Не бійся». Є багато свідчень про те, що її будували саме серби). Окремі історики припускають, що Кирило та Мефодій побували і на території Закарпаття, однак прямих та незаперечних фактів, які б підтверджували це припущення, нема.
Русини уграми асимілювались досить-таки мирно. Історичні аннали не зафіксували якихось великих ексцесів, які б призвели до кровопролитних воєн та масового знищення представників тієї чи іншої етнічної групи.

Міні-скульптури Королева
Третя міні-скульптура солекопа в рамках туристичного маршруту «Соляний шлях Закарпаття». Розташована поблизу замку Ньолаб.

## Населення
| 1910 | 2004   | 2011   | 2020    |
| ---- | ------ | ------ | ------- |
| 3167 | ▲ 8100 | ▲ 9896 | ▲ 11286 |

### Мова
Розподіл населення за рідною мовою за даними перепису 2001 року:
| Мова            | Кількість | Відсоток |
| --------------- | --------- | -------- |
| українська      | 7549      | 93.61%   |
| угорська        | 415       | 5.15%    |
| російська       | 93        | 1.15%    |
| словацька       | 2         | 0.03%    |
| білоруська      | 1         | 0.01%    |
| румунська       | 1         | 0.01%    |
| інші/не вказали | 3         | 0.04%    |
| Усього          | 8064      | 100%     |

## Відомі люди
- Бенедикт Комяті (1508, м. Пожонь — після 1556) — основоположник угорської літератури ренесансу, еразміст, перекладач Біблії, перший угорський перекладач і видавець «Epistolae Pauli lingua hungarica donatae» (угор. «Az Zenth Paal leveley magyar nyelven», укр. «Послання Павла подані угорською мовою»).
- Ілошваї Шеймеш Пийтер (угор. Ilosvai Selymes Péter; 1520, Королево — 1580) — відомий європейський письменник-епік. Написав музичний твір «Олександр Великий» (1548 рік). Найвидатнішим твором, який увійшов до скарбниці угорської культури, є його «Балада про Міклоша Толді», написана у 1574 році.
- Золтан Балаж (1995—2017) — український військовик, молодший сержант Збройних сил України, учасник російсько-української війни.
- Вароді Василь — поет.
- Василь Івегеш — український футболіст та тренер.[8]
- Коцан Михайло Михайлович (нар. 1940) — Заслужений працівник культури України, керівник самодіяльності народного духового оркестру «Гелікон». Почесний громадянин міста Свалява. Нагороджений орденом «Знак пошани», медалями та дипломами лауреата республіканських та всесоюзних конкурсів духових оркестрів[9].
- Густі Василь Петрович (нар. 1951) — український поет, публіцист, перекладач.
- Євген Шестопалов — український військовик, Герой України, учасник російсько-української війни.[10]

## Туристичні об'єкти
- Королевська стоянка — найдавніша палеолітична стоянка людей у Центральній та Східній Європі.
- В урочищі Круті Лани, що на південній околиці села, відкрито поселення раннього залізного віку (VII—VI століть до нашої ери). З околиць села походять розрізнені знахідки бронзових предметів.
- Замок Нялаб збудований з каменю у XIV столітті.
- Королевське Євангеліє — найстаріша книга Закарпаття.
- Храм Вознесіння Господнього, збудований у 1865 році.
- міні-скульптура солекопа в рамках туристичного маршруту «Соляний шлях Закарпаття», встановлена поблизу замку Нялаб.